# 이탈리아 공화국 기념일
공화국 기념일(이탈리아어: Festa della Repubblica [ˈfɛsta della reˈpubblika]; 영어: Republic Day)은 이탈리아의 국경일이자 공화국 기념일로, 매년 6월 2일에 기념되며 주요 기념 행사는 로마에서 열린다. 페스타 델라 레푸블리카는 이탈리아의 국가적 상징(national symbols of Italy) 중 하나이다.
이 날은 보통선거로 치러진 1946년 이탈리아의 제도적 국민투표를 기념하는 날로, 이탈리아 국민은 제2차 세계 대전과 파시즘의 몰락 이후 정부 형태를 결정하기 위해 투표소로 소집되었다.

## 같이 보기
- 이탈리아의 공휴일